# Josh Shipp (cestista)
Joshua Ian Shipp, detto Josh (Los Angeles, 14 febbraio 1986), è un ex cestista statunitense.
Dopo aver studiato nella sua città natale, Shipp ha iniziato una carriera da professionista in Turchia, dove ha giocato per vari club.

## Carriera
Come matricola con i Bruins dell'UCLA, ha giocato da titolare 23 partite e ha conquistato la menzione d'onore All-Pac-10 Freshman con una media di 9,3 punti e 5,2 rimbalzi.
È stato operato all'anca destra il 28 settembre 2005 e ha perso i primi 11 incontri di quell'anno. Dopo aver giocato quattro partite, ha perso il resto della stagione con un dolore continuo al fianco destro.
Nella sua terza stagione, ha giocato da titolare in 35 dei 36 match. Nella sconfitta nelle Final Four in Florida, ha guidato i Bruins segnando 18 punti, con 5 assist e 4 palle rubate.
Nel suo anno da senior con i Bruins, è stato l'unico giocatore a giocare da titolare tutte e 39 le partite, giocando in 1.269 minuti (32,5 mpg, il 3° di tutti i tempi nella lista single-season dell'UCLA). È stato nominato co-Most Valuable Player (MVP) insieme a Darren Collison. Ha concluso la sua carriera all'UCLA al numero 32 nella lista dei marcatori con 1.254 punti. Shipp e compagni di squadra senior Collison e Alfred Aboya hanno concluso la loro carriera come la classe più vincente nella storia della UCLA con 123 vittorie.

## Palmarès
- Coppa del Presidente: 1

Galatasaray: 2011